# Heize
Heize（ヘイズ、朝鮮語: 헤이즈、1991年8月9日 - ）は、韓国のタレント、シンガーソングライター。P NATION所属。本名はチャン・ダヘ（朝鮮語: 장다혜、中国語: 張多蕙）。

## 来歴

### デビュー前
1991年8月9日、韓国の大邱広域市に生まれ、慶尚南道 馬山市（現：昌原市）で育つ。
幼い頃はチェロを習っており、元々はクラシック音楽やバラードを好んでいた。中学校の頃、ミニホームページから流れてきたHeize自身が好みであるバラード風の楽曲にラップが入っていた事に衝撃を受け、ラップの楽曲、ヒップホップに親しむ様になった。
高校生の頃から歌詞や歌を作り始め、釜山にある釜慶大学の経営学科に進学してからも引き続き歌を作った。ある日の講義中に歌詞を書いているところを教授に見られ、呼び出しを受けた。教授に怒られる覚悟で音楽が趣味だと話したら教授に「勉強は年をとっても出来るけれど、音楽はまた後で始めることは難しい。今やるべきだ。」と言われて本格的に歌手を目指す様になる。
歌手の夢は父親に反対され、全校一位になったら上京を許すと言われたことから猛勉強をし、全校一位を獲得。父親からの許しを受け上京。

### デビュー - 2016年

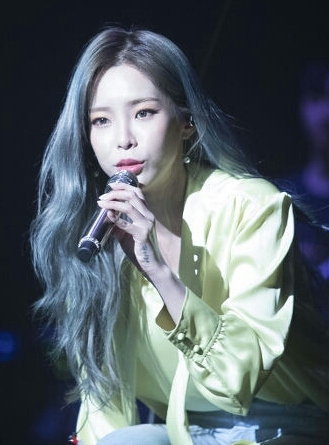
2018年のHeize

2014年1月17日、シングル「조금만 더 방황하고（→もう少しさまよって）」でデビュー。
2015年、「Unpretty Rapstar 2」に出演。韓国南部の方言ラップが話題になり、大衆から注目を集める様になる。
2016年4月、EXOのチェンとのコラボ作品「Lil’ Something」で自身初のリアルタイム音源チャート1位を記録。また同年10月、音楽チャート下位圏をずっとキープしていた「돌아오지마（→ 帰らないで）」がチャートを逆走し、10位圏内を記録。
2016年12月16日、ミュージックバンクでデビュー後初の一位候補に選ばれ、12月18日の人気歌謡で初一位を表題曲「저 별（→あの星）」で獲得。

### 2017年 - 2019年
2017年6月26日、ミニアルバム「///（あなた 暗雲 雨）」が発売。そのアルバムのタイトル曲「널 너무 모르고（→ あなたを知らなすぎて）」がMelonをはじめとする音源チャートサイト7社でリアルタイムチャート一位を獲得。同時期にリリースをしたBLACKPINK、MAMAMOO、赤頬思春期らとランキング上位に肩を並べ、『帰らないで』、『あの星』に続くヒット曲となった。
2018年5月、『Wanna One Go : X-CON』にプロデューサーとして出演。イ・デフィとオン・ソンウのデュエット「The Hill」をプロデュースし、「모래시계（→ 砂時計）」を番組内で披露させた。
2018年12月14日、『첫눈에（→ 初雪）』を発売。またリリース当日に行われた2018 MAMAの香港公演にてこの曲を初披露。
2019年3月19日に初のフルアルバム『She‘s Fine』、7月7日には防弾少年団のSUGAがプロデュースを担当したGiriboyとフィーチャリング楽曲『We Don’t Talk Together』、10月13日には5枚目のミニアルバム『晩秋』がリリースされた。
2019年にリリースされた作品の中で特に『We Don‘t Talk Together』はMelon、Genie、Bugs!等の計7社の音源リアルタイムチャートで一位を獲得し、音楽番組では番組出演なしで一位を獲得した。

### 2020年 - 現在
2020年9月16日、事務所をP NATIONに移籍。
2021年5月20日、『HAPPEN』をリリース。新譜発売は約11ヶ月ぶりで、P NATIONに移籍してから初めて発売するアルバムである。
2022年3月29日、『母が必要』をリリース。カムバックは2021年5月に発売された『HAPPEN』以来10ヶ月ぶりである。
6月30日、2ndフルアルバム『Undo』をリリース。
8月22日、KBSのラジオ番組『ボリュームを上げて』のDJに就任。

## 人物
O型、身長166.7cm。家族構成は両親と1986年生まれの兄がいる。好きな食べ物はトッポギ。本貫は安東張氏。MBTIはISFJで“擁護者”型。
芸名であるHeizeはラッパーのエンジェル・ヘイズから来ており、またドイツ語で「火照らす 暑くする」という意味を持つ。
マイクを握る時に毎回見える左手の小指下にHeizeと書かれたレタリングタトゥーがある。「アーティストHeize」として恥ずかしくない様、後悔しない様に生きるという抱負が込められている。
ペットはポメラニアンを飼っており、名前はバンビ（朝鮮語: 밤비）。由来はヘイズ自身が「夜（밤）」に降る「雨（비）」が好きな為である。飼い犬専用のインスタグラムアカウントのユーザー名である「rainynightbambi」はこの事に由来している。
Unpretty Rapstar 2に出演し、広く名前が知られる前はチラシ配りやカフェ、パン屋などでバイトを掛け持ちしており、弁当ひとつで三食分を満たしていたことがあった。

## 慈善活動
- 2020年3月5日、コロナウイルスの克服金として5000万ウォンを希望ブリッジ 全国災害救護協力会に寄付[28]。
- 2020年6月2日、アメリカでのブラック・ライヴズ・マターでの犠牲者を追悼及び寄付[29]。
- 2020年11月26日、Gファウンデーションを通じて生理用品、生理用品ポーチ、エコバック、ハンドウォッシュ、応援の直筆手紙、月経の案内書が入ったキットを女性青少年1000人に寄付[30]。

## 作品

### シングル
| No  | 発売日         | タイトル               | 収録曲                                              |
| --- | -------------- | ---------------------- | --------------------------------------------------- |
| 1st | 2014年3月21日  | 조금만 더 방황하고     | 1. 조금만 더 방황하고 2. 조금만 더 방황하고 (Inst.) |
| 2nd | 2015年1月16日  | 내 남자친구가 고맙대   | 1. 내 남자친구가 고맙대                             |
| 3rd | 2015年6月5日   | Pume Sweet Pume        | 1. 품 스윗 품 2. 퓸 스윗 품 (Inst.)                 |
| 4th | 2016年4月14日  | 돌아오지마             | 1. 니가 아니면 (Intro) 2. 돌아오지마                |
| 5th | 2016年12月5日  | 저 별                  | 1. 저 별                                            |
| 6th | 2018年12月14日 | 첫눈에                 | 1. 첫눈에                                           |
| 7th | 2019年2月14日  | 오롯이                 | 1. 오롯이                                           |
| 8th | 2019年7月7日   | We don’t talk together | 1. We don’t talk together                           |
| 9th | 2022年3月29日  | 엄마가 필요해          | 1. 엄마가 필요해                                    |

### ミニアルバム
| No  | 発売日         | タイトル           | 収録曲 |
| --- | -------------- | ------------------ | --- |
| 1st | 2014年3月21日  | HEIZE              | 1. Maktoob 2. 클럽이라도 좀 가 3. 알고 있어 4. 조금만 도 방황하고 5. 클럽이라도 좀 가 (Inst.) 6. 알고 있어 (Inst.)               |
| 2nd | 2016年7月18日  | And July           | 1. And July 2. Underwater 3. No way 4. Shut Up & Groove 5. Skit : Rainy Day 6. 돌아오지마 (Acoustic Ver.)                        |
| 3rd | 2017年6月26日  | /// (너 먹구름 비) | 1. 널 너무 모르고 2. 먹구름 3. rainin’ with u 4. 비도 오고 그래서 5. 저 별                                                       |
| 4th | 2018年3月8日   | 바람               | 1. Jenga 2. 괜찮냐고 3. 내가 더 나빠 4. 잘 살길 바래 5. 바람 6. MIANHAE                                                          |
| 5th | 2019年10月13日 | 만추               | 1. 떨어지는 낙엽까지도 2. 만추 3. 일기 4. DAUM 5. 얼고 있어 6. missed call                                                       |
| 6th | 2020年6月10日  | Lyricist           | 1. 작사가 2. 일이 너무 잘 돼 3. 너의 이름은 4. 1/1440 5. Not to see you again.                                                   |
| 7th | 2021年5月20日  | HAPPEN             | 1. 헤픈 우연 2. 처음처럼 3. 감기 4. Why 5. 미안해 널 사랑해 6. 빗물에게 들으니 7. 어쨌든 반가워 8. Destiny,it's just a tiny dot. |

### フルアルバム
| No  | 発売日        | タイトル   | 収録曲 |
| --- | ------------- | ---------- | --- |
| 1st | 2019年3月19日 | She’s Fine | 1. She’s Fine 2. 그러니까 3. 이유 4. Dispatch 5. 숨고 싶어요 6. Buddy 7. 문득 그럼 생각이 들어 8. 나의 나무 9. knock sir 10. E.T 11. 숨겨둔 편지 (empty ver.)                           |
| 2nd | 2022年6月30日 | Undo       | 1. 없었던 일로 2. 어쩌면 우리 (Feat.죠지) 3. I Don’t Lie (Feat. Giriboy) 4. 도둑놈 (Feat.ミンニ) 5. 거리마다 (Feat.I.M) 6. Love is 홀로 7. 널 만나고 8. 슈퍼커 9. 여행자 10. About Time |

### OST
| 発売日         | タイトル                        | 収録曲                                                    |
| -------------- | ------------------------------- | --------------------------------------------------------- |
| 2016年8月25日  | <질투의 화신> OST Part.1        | 1. UFO타고 왔니? 2. UFO타고 왔니? (inst.)                 |
| 2017年1月21日  | <도깨비> OST Part.14            | 1. Round and Round 2. Round and Round (Inst.)             |
| 2017年12月14日 | <슬기로운 김빵생활> OST Part .5 | 1. 좋았을걸 2. 좋았을걸 (Inst.)                           |
| 2019年7月28日  | <호텔 델루나> OST Part.5        | 1. 내 맘을 볼 수 있나요 2. 내 맘을 볼 수 있나요 (Inst.)   |
| 2019年11月13日 | <동백꽃 필 무렵> OST Part.9     | 1. 운명이 내게 말해요 2. 운명이 내게 말해요 (Inst.)       |
| 2020年1月21日  | <낭만닥터 김사부 2> OST Part.4  | 1. 다 그렇지 뭐 2. 다 그렇지 뭐 (Inst.)                   |
| 2020年6月21日  | <사이코지만 괜찮아> OST Part.1  | 1. You're cold 2. You're cold (Inst.)                     |
| 2021年8月4日   | <블루버스데이> OST Part.1       | 1. 비가 오는 날엔 (2021) 2. 비가 오는 날엔 (2021) (Inst.) |
| 2022年4月16日  | <우리들의 블루스> OST Part.2    | 1. 마지막 너의 인사 2. 마지막 너의 인사 (Inst.)           |

## 受賞歴

### 授賞式
| 受賞年度 | 授賞式名                          | 受賞部門                                        | 参考   |
| -------- | --------------------------------- | ----------------------------------------------- | ------ |
| 2017年   | Mnet Asian Music Awards           | ベスト ヒップホップ アーバンミュージック賞      | [ 31 ] |
| 2017年   | Mnet Asian Music Awards           | ベスト ボーカル パフォーマンス 女性ソロ部門     | [ 31 ] |
| 2017年   | 第9回 Melon Music Awards          | TOP 10                                          | [ 32 ] |
| 2018年   | 第7回 Gaon chart Music Awards     | 今年の発見賞 R&B部門                            | [ 33 ] |
| 2018年   | 第13回 Soompi Awards              | Best HipHop R&B Artist                          | [ 34 ] |
| 2018年   | Mnet Asian Music Awards           | ベスト ボーカル パフォーマンス ソロ             | [ 35 ] |
| 2018年   | 第32回 ゴールデンディスク 授賞式  | デジタル音源部門 本賞                           | [ 36 ] |
| 2019年   | 第11回 Melon Music Awards         | TOP 10                                          | [ 37 ] |
| 2019年   | 第11回 Melon Music Awards         | ミュージックスタイル賞 R&B/Soul 部門            | [ 37 ] |
| 2019年   | Mnet Asian Music Awards           | ベスト ヒップホップ & アーバン ミュージック部門 | [ 38 ] |
| 2020年   | 2020ブランド顧客忠誠度大賞        | R&B/ソウルアーティスト部門                      | [ 39 ] |
| 2020年   | 2020今年のブランド大賞            | R&B/ソウルアーティスト部門                      | [ 40 ] |
| 2021年   | 2021今年のブランド大賞            | 女性ボーカル部門                                | [ 41 ] |
| 2021年   | 第13回 Melon Music Awards         | TOP10                                           | [ 42 ] |
| 2022年   | 第36回 ゴールデンディスクアワード | デジタル音源部門 本賞                           | [ 43 ] |

## バックバンド
ヘイズのバックバンドは「Heizeの村（朝鮮語: 헤이즈 마을）」 と言われ、主にヘイズがライブやコンサートで歌う際に伴奏を担当している。メインピアノ、2ndピアノ、ギター、ベース、コーラス、ドラムの6つのパートに7人で構成されている。

### メンバー
- メインピアノ : キム・ヨンホ
- 2ndピアノ : キム・ダンビ
- ギター : イム・ミンギ
- ベース : ユ・ヒョンウク
- コーラス : リュ・ギョムジョ、イ・ハウン
- ドラム: キム・ウンソク